# Phascogale
Phascogale (туан) — рід сумчастих ссавців родини Кволових. Представники роду проживають на прибережних територія Австралії Поділяється на три види. Етимологія: грец. ϕάσκωλος — «шкіряний мішок», грец. γαλῆ — «ласиця».

## Опис
Морфометрія. P. tapoatafa має довжину голови й тіла: 160–230 мм, довжину хвоста: 170–220 мм, вагу: 110–235 грам. P. calura помітно менший, маючи довжину голови й тіла: 93–122 мм, довжину хвоста: 119–145 мм, вагу: 38–68 грамів.
Зовнішність. Обидва види сіруваті зверху й білуваті знизу. Хвіст P. tapoatafa чорний окрім сірого початку. Хвіст P. calura чорний окрім червонуватого початку. Друга половина хвоста Phascogale вкрита шовковистим довгим волоссям. У P. tapoatafa це волосся має змогу здиблюватись — це є нормальним коли тварина активна, коли ж вона відпочиває це волосся простягається вздовж хвоста й стає не дуже помітним. Вуха відносно великі, тонкі, майже голі. Самиці мають вісім молочних залоз. Phascogale не має справжньої сумки, але область сумки помічена світло-коричневі волоссям і вона починає розвивати захисні складки шкіри за два місяці до пологів. Сильні, вигнуті пазурі присутні на всіх пальцях, за винятком внутрішніх пальців на кожній задній нозі, які не мають кігтів.

## Спосіб життя
Як правило, деревні, населяють важкий, вологий ліс і більш рідко посушливі райони. Зазвичай вони в'ють гнізда з листя і гілок в розвилках дерев або в отворах, але в деяких місцях вони будують їх на землі. Ведуть нічний спосіб життя і є активними і настільки ж гнучкими, як вивірка. Вони їдять дрібних ссавців, птахів, ящірок і комах. Очевидно, не їдять падло. Іноді вони полюють на домашніх птахів, але вигоди від їх винищення мишей і комах, ймовірно, переважують шкоду. Коли потурбувати, P. tapoatafa видає низьке, грубе шипіння, яке явно є сигналом тривоги.

## Життєвий цикл
Сезон розмноження обмежений червнем місяцем. Самиці моноеструсні. Вагітність триває 30 діб. Діти народжуються в кінці червня — на початку серпня. Виводки часто складаються з 8 дітей але деколи буває й одне. Вони не відстають від сосків 40–50 діб; досягають розмірів дорослого у восьмимісячному віці. 